# Departamento Cruz del Eje
Cruz del Eje es un departamento en la provincia de Córdoba (Argentina).
Limita al norte con las provincias de La Rioja  y Catamarca y el departamento Tulumba, al sur con el departamento San Alberto, al este con los departamentos Ischilín y Punilla y al oeste con la Provincia de La Rioja y los Departamentos de Pocho  y Minas.

## Formación política
Originalmente, la región de Punilla estaba conformada por los actuales departamentos Cruz del Eje y Punilla.
En julio de 1856, el Poder Ejecutivo, a cargo del gobernador Roque Ferreyra, estableció la división del departamento Punilla en dos fracciones: la del sur conservó el nombre de Punilla mientras que la del norte pasó a llamarse Cruz del Eje. 
Con sus 6.820 km², Cruz del Eje representa el 4% del total de la superficie cordobesa. La cabecera de esta unidad política es la ciudad de Cruz del Eje, elevada a tal jerarquía por la ley provincial N.º 3674 de 1936.

## Geografía
El Departamento Cruz del Eje presenta en su relieve tres regiones características:
La Región Serrana, ocupa el sur y este del departamento Cruz del Eje, y abarca la parte norte de la Sierras Grandes.
La Región de Planicie o Llanura, ocupa la zona central de Departamento, y abarca la llamada Planicie Occidental de la provincia de Córdoba, que se extiende luego hasta los Llanos Riojanos.
La Región de Depresión o Salinas, ocupa la zona norte del Departamento, y abarca parte de las Salinas Grandes, que también cubren parte de las provincias de La Rioja y Catamarca.
| Noroeste: Dpto. General Belgrano (La Rioja) y Dpto. Chamical (La Rioja) | Norte: Dpto. Tulumba y Dpto. La Paz (Catamarca) | Nordeste: Dpto. Ischilín |
| Oeste: Dpto. Minas                                                      |                                                 | Este: Dpto. Punilla      |
| Suroeste: Dpto. Minas y Dpto. Pocho                                     | Sur: Dpto. San Alberto                          | Sureste: Dpto. Punilla   |

### Hidrografía

#### Embalse Cruz del Eje
Sobre el río, 7 km aguas arriba de la ciudad, en 1943 se construyó la importante presa hidroeléctrica denominada "Embalse Cruz del Eje", su espejo de agua suma un atractivo turístico merced a que da la posibilidad de practicar deportes náuticos y pesca (truchas, pejerreyes).
La planicie que ocupa la Cuenca del Sol se encuentra cruzada en los dos tercios de su extensión por tres ríos que corren desde el sur hacia el noreste. Ellos son: 

#### Río Cruz del Eje
Se halla formado por numerosos afluentes, entre los que se destacan el Río Candelaria, que se une al gran arroyo de Las Lechuzas; el segundo afluente es el río Ávalos que después cambia su nombre a San Gregorio que a su vez se une al tercer afluente que es el Río Pinto, finalmente desde el Valle de Punilla el cuarto afluente el río San Marcos. en conjunto estos tributarios recorren una longitud superior a los 400 km.
El cauce del río se extiende por más de 60 km a través de la cuenca hasta perderse en los fértiles tierras que durante milenios han formado su delta. El caudal medio del Río Cruz del Eje, se calcula en 5 m³/s, lo cual prueba la notable capacidad hídrica que asegura la alimentación del embalse.

#### Río Soto
Este río es el de menor capacidad en cuanto a la posibilidad de embalse de agua, pero el más importante en cuanto a sus posibilidades de energía.
El origen del río se inicia en las Sierras Grandes, en las inmediaciones de Los Gigantes, con el nombre de arroyo Ventura, a medida que va aumentando su caudal 25 km más abajo toma el nombre de San Gustavo y San Guillermo, recorre 90 km antes del tomar el nombre de río Soto.

#### Río Pichanas
Es el más occidental de los ríos de la región y el segundo en importancia. Este caudal tiene la característica de crecer en verano. Su origen se encuentra en las inmediaciones del Cerro Negro de donde toma el nombre de río Jaime, desde allí baja hasta la localidad de Salsacate. Es el cauce más largo de todos, nace en el Departamento San Alberto, cruza el Departamento Pocho y el de Minas y muere dentro de la llanura cruzdelejeña, en total recorre unos 300 km.

## Economía
Este departamento se encuentra entre las economías más postergadas de la provincia de Córdoba. Desde el cierre de los talleres ferroviarios, hace más de 40 años, hubo varios proyectos para fomentar la industria, pero ninguno fue llevado a cabo.
La presencia del Estado en la economía departamental es determinante: los puestos públicos y los planes asistenciales son la base de numerosas familias.
El cultivo del olivo, con numerosas plantaciones extendidas al norte de la cabecera departamental, es un signo distintivo de la economía de ésta unidad política, la que se complementa con algunas plantas de procesamiento de las aceitunas y de extracción de aceite.
En cuanto al sector frutihortícola los cultivos de más relevancia son el ajo, el tomate perita, el melón, la sandía, la cebolla y la vid, entre otros.
La actividad turística también tiene su desarrollo en el departamento ya que ha crecido sensiblemente en cuanto a infraestructura turística especialmente luego de que la Estancia Jesuítica La Candelaria fuera declarada Patrimonio Cultural de la Humanidad.
La actividad minera ha sido siempre un rasgo distintivo del departamento, fundamentalmente en el sudeste cruzdelejeño y en Canteras Quilpo, extrayéndose calizas, cuarzo y carbonatos.
Luego se crea la Unidad Penitenciaria n.º 10, que es un complejo carcelario modelo para la Provincia de Córdoba y la República Argentina. Este complejo carcelario llegó a Cruz del Eje creando fuentes de trabajo e ingresos económicos a la población.
La plaza comercial está en constante crecimiento. Se industrializan los productos derivados de la aceituna, como el aceite de oliva, la pasta de aceitunas y elaboración de conservas en la zona. La instalación de la fábrica de armado de motocicletas Zanella le dio un empuje a la región.
Pequeños emprendedores están expandiéndose a nivel mundial, como la fábrica de carteras y calzados, fábricas de Camperas de Egresados, productores de miel y pequeñas fábricas de muebles. 

### Sismicidad
La región posee sismicidad media y sus últimas expresiones que se produjeron fueron:
- 22 de septiembre de 1908 (116 años), a las 17.00 UTC-3, con 6,5 Richter, escala de Mercalli VII; ubicación 30°30′0″S 64°30′0″O / -30.50000, -64.50000; profundidad: 100 km ; produjo daños en Deán Funes, Cruz del Eje y Soto, provincia de Córdoba, y en el sur de las provincias de Santiago del Estero, La Rioja y Catamarca.

- 16 de enero de 1947 (78 años), a las 2.37 UTC-3, con una magnitud aproximadamente de 5,5 en la escala de Richter (terremoto de Córdoba de 1947)[3]

- 28 de marzo de 1955 (70 años), a las 6.20 UTC-3 con 6,9 Richter: además de la gravedad física del fenómeno se unió el desconocimiento absoluto de la población a estos eventos recurrentes (terremoto de Villa Giardino de 1955)

- 7 de septiembre de 2004 (20 años), a las 8.53 UTC-3 con 4,1 Richter

- 25 de diciembre de 2009 (15 años), a las 21.42 UTC-3 con 4,0 Richter

La Defensa Civil municipal debe realizar anualmente simulacro de sismo; y advertir con abundante señalética sobre escuchar - obedecer acerca de 
Área de
- Media sismicidad con 5,5 Richter, hace 78 años, otro de mayor cimbronazo hace 116 años por el terremoto de Cruz del Eje 1908 con 6,5 Richter

## Demografía
En noviembre de 2001 el departamento Cruz del Eje albergaba a 52 172 habitantes. En el período 1947-1960, el crecimiento poblacional de Cruz del Eje fue significativo, alrededor del 28 %, incremento basado en la instalación de los talleres ferroviarios. Pero en los años 60, el cierre de estos implicó que muchas personas decidieran alejarse, cayendo sensiblemente la población hacia 1970. Desde entonces, la evolución demográfica ha sido regular.
Una característica en la distribución poblacional de Cruz del Eje es la alta concentración en la cabecera departamental: el 54 % residían en la ciudad de Cruz del Eje. En 2001 solo las poblaciones de Villa de Soto, Serrezuela y Paso Viejo superaban los mil habitantes, agrupando estas poblaciones junto con la cabecera departamental, casi el 75 % de los cruzdelejeños.
En cuanto a la relevancia electoral dentro de la Provincia de Córdoba, al año 2017, el departamento ocupa el puesto 14 con 49.037 personas habilitadas para sufragar, superando a departamentos como San Javier, Río Primero y San Alberto (15, 16, 17), pero por debajo de Marcos Juárez, Juárez Celman y Calamuchita (11, 12, 13).

### Estructura
Según el censo 2022 la población total del departamento es de 67 112 personas, repartidas en 33 487 mujeres y 33 625 hombres, con un índice de masculinidad de 100,4 hombres por cada 100 mujeres. 
La edad mediana de la población es de 31 años (32 años entre las mujeres y 30 años entre los hombres).
El 11,7% de la población tiene más de 65 años (frente al 10,5% en 2010), y el 2,7% de la población tiene más de 80 años (frente al 2,5% en 2010)

### Salud y educación
El 47,9% de la población tiene al menos un tipo de cobertura de salud. 
Unas 21 060 personas asisten a algún tipo de establecimiento educativo de cualquier nivel y unas 6 264 personas tienen un título terciario o superior (15,9% sobre el total de la población instruida). La tasa de alfabetización es del 99,8

### Migraciones
De las personas residentes en el departamento, unas 5 338 (7,9% del total de población) nacieron en otra provincia, y unas  382 (0,5% del total de población) lo hicieron fuera del país, siendo los grupos de inmigrantes más numerosos los provenientes de:
- Bolivia: 47 personas
- España: 38 personas
- Colombia: 31 personas
- Chile: 29 personas
- Paraguay: 24 personas

### Hogares
En el departamento hay un total de 24 366 viviendas  y 21 425 hogares. 
En cuanto al régimen de tenencia y regularidad de la propiedad de las viviendas, el 60,1% es propia, el 15,3% es alquilada, el 9,5% es cedida o prestada, y el resto se encuentra en otra situación.
Sobre el total de hogares, 19 552 (91,2% del total) tienen acceso a red pública de agua corriente, 4 022 (18,8% del total) tienen desagüe y descarga a red pública cloacal, solo 859 (4,0% del total) tienen acceso a red pública de gas, y 10 651 (49,7% del total) tienen acceso a red de internet en la vivienda. 

## Pedanías
Para fines catastrales el departamento se divide en 5 pedanías: 
- Candelaria
- Cruz del Eje
- Higueras
- Pichanas
- San Marcos

## Localidades y gobiernos locales
El departamento comprende 17 gobiernos locales, cuyos ejidos municipales no son colindantes y por tanto no ocupan la totalidad del territorio departamental. 
Se encuentran categorizados en 5 municipios:
- Cruz del Eje
- El Brete
- San Marcos Sierras
- Serrezuela
- Villa de Soto

Y 12 comunas:
- Alto de los Quebrachos
- Bañado de Soto
- Cruz de Caña
- Guanaco Muerto
- La Batea
- La Higuera
- Las Cañadas
- Los Chañaritos
- Las Playas
- Media Naranja
- Paso Viejo
- Tuclame

Hay otras 4 localidades que no se constituyen en gobiernos locales y por tanto no poseen ejido municipal ni autoridades propias:
- Canteras Quilpo
- El Rincón, dentro del ejido del municipio de San Marcos Sierras.
- La Banda, dentro del ejido del municipio de San Marcos Sierras.
- Los Sauces, dentro del ejido del municipio de San Marcos Sierras.

## Autoridades gubernamentales en el Departamento
|  | Fernando Luna       | Juntos por el Cambio             | Legislador de la Provincia de Córdoba | Departamento Cruz del Eje | 58759 |
|  | Renato Raschetti    | Juntos por el Cambio             | Intendente                            | Cruz del Eje              | 30680 |
|  | Pablo Diaz          | Juntos por el Cambio             | Intendente                            | El Brete                  | 2004  |
|  | Luciano Vrancic     | Frente Amplio San Marcos Sierras | Intendente                            | San Marcos Sierras        | 2076  |
|  | Juan Martín         | Juntos por el Cambio             | Intendente                            | Serrezuela                | 2441  |
|  | María José Acuña    | Juntos por el Cambio             | Intendente                            | Villa de Soto             | 9628  |
|  | Ariel Aliendro      | Unión Cívica Radical             | Presidente Comunal                    | Alto de los Quebrachos    | 161   |
|  | Alejandro Ruiz      | Hacemos por Córdoba              | Presidente Comunal                    | Bañado de Soto            | 846   |
|  | David Sánchez       | Unión Cívica Radical             | Presidente Comunal                    | Cruz de Caña              | 325   |
|  | Domingo Zenón Soria | Hacemos por Córdoba              | Presidente Comunal                    | Guanaco Muerto            | 701   |
|  | Manuel Farias       | Unión Cívica Radical             | Presidente Comunal                    | La Batea                  | 234   |
|  | -                   | Hacemos por Córdoba              | Presidente Comunal                    | La Higuera                | 505   |
|  | Alejandro Cortez    | Unión Cívica Radical             | Presidente Comunal                    | Las Cañadas               | 227   |
|  | Víctor Archilla     | Cambiemos Las Playas             | Presidente Comunal                    | Las Playas                | 937   |
|  | Cristina Ramos      | Hacemos por Córdoba              | Presidente Comunal                    | Los Chañaritos            | 683   |
|  | Jorge Carbelo       | Hacemos por Córdoba              | Presidente Comunal                    | Media Naranja             | 1104  |
|  | Darío Heredia       | Hacemos por Córdoba              | Presidente Comunal                    | Paso Viejo                | 1250  |
|  | Héctor Hugo Ossés   | Hacemos por Córdoba              | Presidente Comunal                    | Tuclame                   | 779   |